# Jean-Pierre Raffarin
Jean-Pierre Raffarin   (Poitiers, 3 d'agost de 1948) és un polític francès, Primer Ministre de França (2002-2005) i diputat per Viena.

## Biografia

### Primer ministre
Jacques Chirac fou reelegit a les eleccions presidencials franceses de 2002. El temor generat al país pel programa extremista de Jean-Marie Le Pen va motivar que totes les formacions d'esquerra, centre i dreta moderada sol·licitessin el vot per a Chirac en la segona volta, que va aconseguir una mica més del 82% dels vots i va resultar reelegit president de la República. L'endemà va nomenar primer ministre al liberal Jean-Pierre Raffarin, pertanyent a Democràcia Liberal (DL) per a substituir Jospin (el qual havia dimitit després del seu fracàs en la primera volta), i 24 hores més tard va formar un govern integrat bàsicament per neogaullistes, la qual cosa va posar fi al període de cohabitació. En les eleccions legislatives de juny, la Unió per la Majoria Presidencial va obtenir 357 escons i, per tant, la majoria absoluta en la nova Assemblea Nacional. Davant aquests resultats, Chirac va pactar un nou executiu amb Raffarin, el qual va ser confirmat com a primer ministre.
La seva política econòmica fou liberal. Reformà el mercat laboral i els sistemes de pensions i de salut. Endemés, el seu govern lluità, amb un èxit reconegut per la major part dels especialistes, contra la inseguretat, que fou un gran tema a les eleccions legislatives franceses de 2002. Es va posicionar en contra de la participació francesa a la Guerra de l'Iraq. Hagué d'abandonar el càrrec a causa del "no" al Referèndum sobre la Constitució Europea a França. i fou substituït per Dominique de Villepin, qui seguí la seva política econòmica.